# Pterostigma
Pour les articles homonymes, voir Stigma (homonymie).

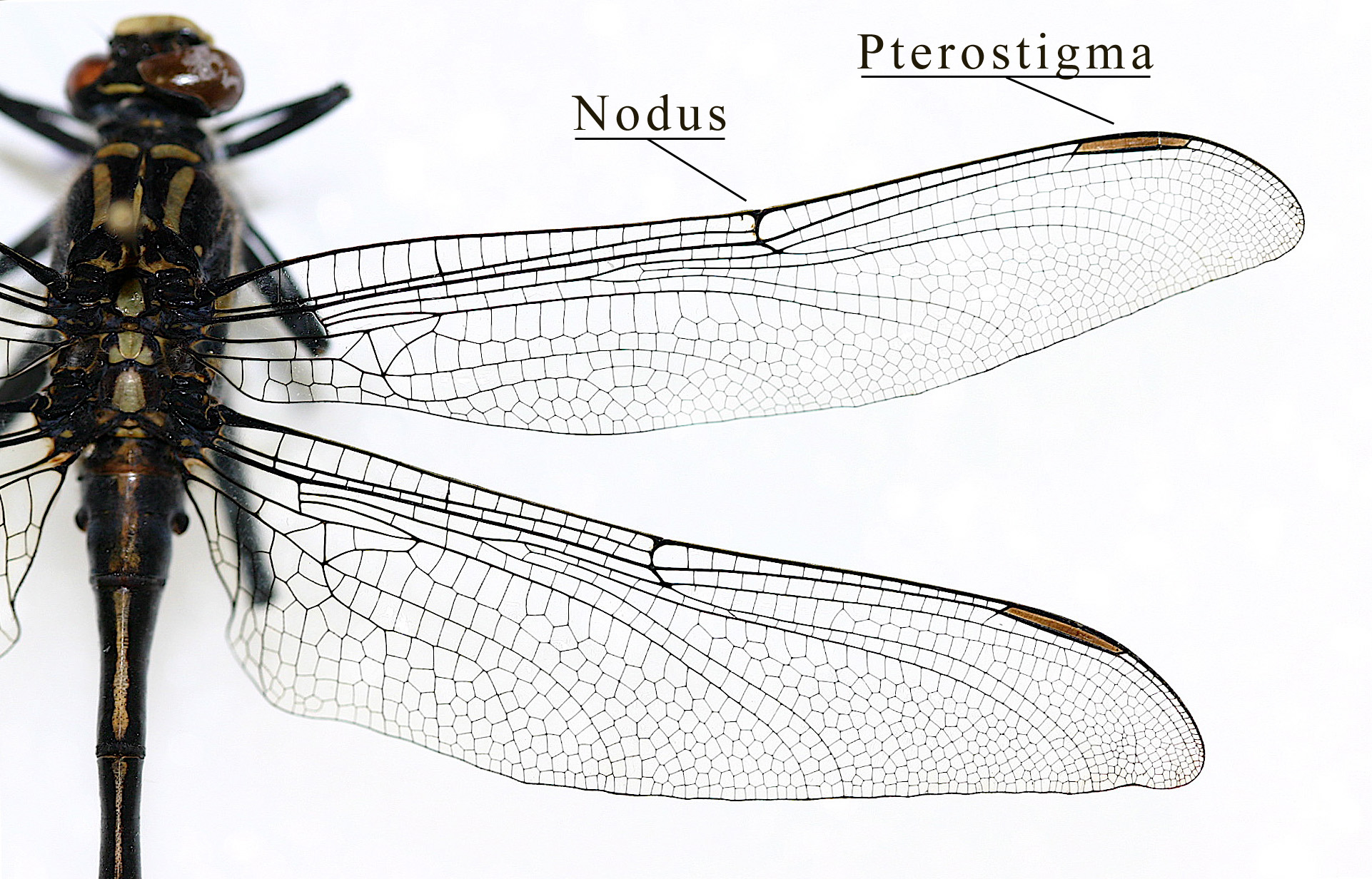
Ailes d'une libellule (Anisoptera).

Le pterostigma est une courte zone étroite d'épaississement du bord antérieur des ailes de certains insectes, en particulier des libellules (Anisoptera), de beaucoup de demoiselles (Zygoptera), ainsi que d'autres insectes (certains névroptères)...